# ジェンコル酸
ジェンコル酸(Djenkolic acid)は、硫黄を含む、タンパク質を構成しないアミノ酸である。東南アジアのジリンマメの豆果に含まれる。化学構造はシステインに似ているが、2つの硫黄原子の間にメチレン基が含まれている。

## 毒性
ヒトに対するジェンコル酸の毒性は、豆を食べた後の酸性環境下での溶けにくさにある。結晶化して尿細管や尿路を物理的に刺激し、摂取から2–6時間後には、腹部不快感、腰痛、重度の疝痛、吐き気、排尿障害、肉眼的血尿、乏尿等の症状を引き起こす。患者の尿の分析では、赤血球、上皮細胞、タンパク質及びジェンコル酸の針状結晶が見いだされる。またジェンコル酸を核として尿路結石もできる。幼い子供では、性器の痛みを伴う腫れを引き起こすという報告もある。
毒性の治療法としては、尿を多く出すために水分補給したり、炭酸水素ナトリウム等で尿をアルカリ化する等の方法がある。また、ジリンマメを食べる前に茹でると、ジェンコル酸が取り除かれる。

## 発見と合成
ジェンコル酸は、Van VeenとHymanにより、ジリンマメを食べて中毒に苦しむジャワ島の現地人の尿から初めて単離された。彼らは、ジリンマメを水酸化バリウムを用いて30℃で長時間処理することにより、ジェンコル酸の結晶を単離することに成功した。
後に、1 kgの乾燥ジリンマメ中に20 gのジェンコル酸が含まれることが報告された。また、Leucaena esculenta (2.2 g/kg)やPithecolobium ondulatum (2.8 g/kg)等、他の豆果にも、より少量ではあるもののジェンコル酸が含まれることも報告された。
Du VigneaudとPattersonは、液体アンモニア中でジクロロメタンと2モルのL-システインを縮合することでジェンコル酸を合成し、これが天然のジェンコル酸と同一のものであることを示した。後に、Armstrongとdu Vigneaudは、1モルのホルムアルデヒドと2モルのL-システインを強酸中で直接結合することで、ジェンコル酸を合成した。